# Mary K. Bateman
Muriel "Mary" K. Bateman (* 18. Mai 1883; † 19. Juni 1961, verheiratete Mary Flaxman) war eine englische Badmintonspielerin.

## Karriere
Mary K. Bateman gewann 1910 ihren ersten Titel bei den prestigeträchtigen All England im Damendoppel mit Meriel Lucas, nachdem sie dort bereits 1902 und 1906 im Finale gestanden hatte. Bei den Irish Open war sie 1907, 1909 und 1910 erfolgreich, bei den French Open 1910, 1911, 1912 und 1913. 1913 gewann sie noch einmal die All England.

## Erfolge
| Saison | Veranstaltung | Disziplin   | Platz | Name                                     |
| ------ | ------------- | ----------- | ----- | ---------------------------------------- |
| 1903   | All England   | Damendoppel | 2     | Ethel Thomson / Mary K. Bateman          |
| 1906   | All England   | Damendoppel | 2     | Mary K. Bateman / Hazel Hogarth          |
| 1907   | Irish Open    | Damendoppel | 1     | Hazel Hogarth / M. K. Bateman            |
| 1909   | Irish Open    | Damendoppel | 1     | Hazel Hogarth / M. K. Bateman            |
| 1909   | French Open   | Mixed       | 1     | George Alan Thomas / Mary K. Bateman     |
| 1909   | French Open   | Damendoppel | 1     | Margaret Larminie / Mary K. Bateman      |
| 1910   | Irish Open    | Damendoppel | 1     | Mary K. Bateman / Margaret Larminie      |
| 1910   | All England   | Damendoppel | 1     | Mary K. Bateman / Meriel Lucas           |
| 1910   | French Open   | Mixed       | 1     | George Alan Thomas / Mary K. Bateman     |
| 1910   | French Open   | Damendoppel | 1     | Lavinia Clara Radeglia / Mary K. Bateman |
| 1911   | French Open   | Damendoppel | 1     | Lavinia Clara Radeglia / Mary K. Bateman |
| 1913   | All England   | Damendoppel | 1     | Hazel Hogarth / Mary K. Bateman          |
| 1913   | French Open   | Damendoppel | 1     | Lavinia Clara Radeglia / Mary K. Bateman |